# Botanophila fumidipennis
Botanophila fumidipennis este o specie de muște din genul Botanophila, familia Anthomyiidae. A fost descrisă pentru prima dată de Huckett în anul 1965. Conform Catalogue of Life specia Botanophila fumidipennis nu are subspecii cunoscute.